# Búsqueda (Uruguay)
Búsqueda es una publicación semanal uruguaya. Trata temas de actualidad como política, economía y cultura. Se encuentra ubicada en la calle Pablo de María 1042, Montevideo. Posee un suplemento denominado Galería enfocado más a asuntos relacionados con moda, cultura y sociales.

## Historia
Búsqueda nació en enero de 1972 como una publicación bimensual en formato cuaderno. Su contenido era fundamentalmente opinión y artículos académicos. Para ello, los redactores solían citar a destacados pensadores, filósofos y economistas vinculados al liberalismo. Sus redactores no eran ni periodistas ni políticos, sino profesionales convencidos de que debían explicar y difundir las ideas liberales.
La sociedad editora de Búsqueda era el creado Centro Uruguayo de Estudios Económicos y Sociales (CUEES), que presidía Carlos Végh Garzón, mientras que el economista Ramón Díaz se desemeñaba como director responsable. Figuraban, además, Federico Soneira, Homero Pérez Noble, Eduardo Strauch, Carlos Besabe, Daniel García Vidal, Carlos Rodríguez Telechea, Ramiro Rodríguez Villamil, Oscar Varela Siandra, Carlos Fernández Goyechea, Carlos O’Brien, Arturo Soneira, Enrique Arocena, Carlos Bocardi, José Onto e Ignacio Harán Urioste.
Con formato de cuaderno, Búsqueda publicó 22 ejemplares entre 1972 y 1974. En mayo de 1974 dejó de salir durante seis meses. En enero de 1975 Búsqueda se convirtió en una revista mensual de opinión, formato que mantuvo hasta julio de 1981. En esta etapa se sumaron los abogados Pablo Fossati y Manfredo Cikato, que plantearon incorporar elementos del periodismo profesional y convertir a la publicación en una empresa rentable. Para ello se contrató al periodista Danilo Arbilla. Manfredo Cikato, al igual que Arbilla, trabajaban por ese entonces en la Presidencia de la República. También se sumaron otras figuras de prestigio, como el periodista argentino Mariano Grondona y el exlibretista de televisión Aldo Cammarota. Arbilla fue designado jefe de redacción y Alfredo Bianchi, administrador.
Entre 1975 y 1981 Búsqueda marcó su perfil como revista de opinión en asuntos económicos. La variable distintiva en estos años fue la introducción de datos, informes e indicadores sobre cuestiones de debate económico, así como entrevistas a los jerarcas encargados de dichas políticas. Por ejemplo, en 1975 el entonces ministro de economía, Alejandro Végh Villegas, explicó su política en una entrevista concedida a Búsqueda. En 1977 se contrató a Miguel Arregui, quien posteriormente pasaría a ocupar la secretaría de redacción. La publicación ya tenía artículos que salían de lo estrictamente económico o político, como las críticas literarias de Rodolfo Fattoruso.

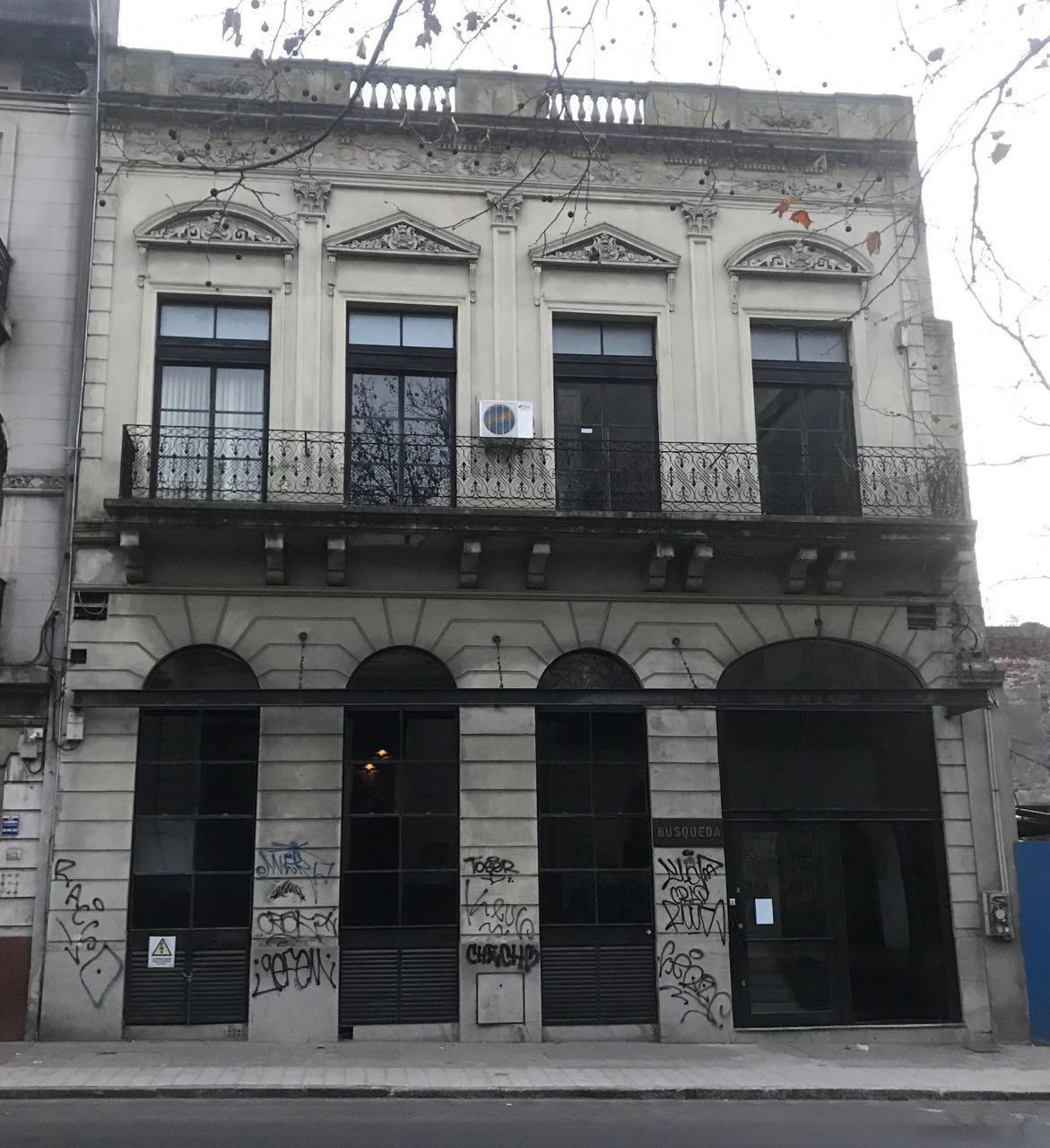
Antigua sede de Búsqueda en 2019

En 1981 sus directores resolvieron transformar la publicación en un semanario con el objetivo de alcanzar un público más amplio. Búsqueda se desvinculó del CUEES y se conformó una sociedad comercial, Editorial Ágora, cuyos socios fueron Ramón Díaz, Manfredo Cikato, Pablo Fossati, Ramiro Rodríguez Villamil y Danilo Arbilla. De ser un órgano fundamentalmente de opinión, Búsqueda pasó a basarse en la información. El diseño del nuevo semanario se inspiró en medios como The Wall Street Journal de los Estados Unidos, Le Monde de Francia y La Opinión y El Economista de Argentina. El primer número como semanario salió el 9 de septiembre de 1981 en formato tabloide en blanco y negro impreso en papel de alta calidad. En esta etapa se incorporaron periodistas como Daniel Gianelli y columnistas como Leonardo Guzmán, Ricardo Peirano y Jorge Caumont.
Su línea editorial ha sido siempre liberal. Su circulación es verificada por la institución argentina IVC.
En 2022 Búsqueda, es adquirido por el Grupo Magnolio.
Mudando su sede de la calle Mercedes 1131 a la calle Pablo de María 1042, Parque Rodó en Montevideo.

## Galería
Desde el 2000 se edita conjuntamente Galería, una revista de amenidades, enfocada en asuntos relacionados con moda, cultura y sociales.La revista fue dirigida por Mónica Bottero, luego por Adela Dubra hasta julio de 2019 cuando asume como editora Daniela Bluth hasta julio de 2022, actualmente, la editora jefa es Carolina Villamonte.
Galería cuenta con la participación de la traductora, profesora y escritora Claudia Amengual y varios periodistas.

## Escuela de Periodismo
Fue creada el 8 de agosto de 2017. Fue su docente: Claudio Paolillo y actualmente son: Juan Pablo Mosteiro y Guillermo Draper. Está dirigida para personas con interés en comprender cómo funcionan las redacciones donde se hace periodismo.

## Integrantes
Durante 15 años publicó sus recordados reportajes el periodista y escritor César di Candia.
Es fotógrafo del semanario Nicolás Der Agopian.
Desde 2010 fue el director del semanario Búsqueda el profesor, periodista y autor uruguayo Claudio Paolillo. En 2019 es Andrés Danza.

### Actuales integrantes
- Andrés Danza
- Victoria Fernández
- Guillermo Draper
- Juan Pablo Mosteiro
- José Frugoni
- Javier Alfonso
- Rodolfo Fattoruso
- Fernando Santullo
- Emma Sanguinetti

### Antiguos integrantes
- Cristina Canoura
- César di Candia
- Claudio Paolillo
- Adela Dubra
- Mónica Bottero
- Jorge Caumont
- Mariano Grondona